# Václav Starý (archivář)
Václav Starý (14. dubna 1934 Břežánky - 8. června 2021 Prachatice) byl český archivář a jihočeský regionální historik, dlouholetý ředitel Státního okresního archivu Prachatice, autor statí, studií a publikací o prachatické historii a Prachaticku.

## Život
Narodil se 14. dubna 1934 v Břežánkách. Vystudoval obor archivnictví – historie na Filozofické fakultě UK v Praze. Dne 1. července 1957 nastoupil do Okresního archivu Prachatice na tříletou umístěnku. V prachatickém archivu pracoval celých 38 let a 7 měsíců (1957, 1959–1993).

## Dílo
Ve svém bádání a publikační činnosti se Václav Starý odborně zaměřoval na dějiny Prachatic od prvních písemných zpráv do 19. století, organizaci solního obchodu, Zlatou stezku, obchodní styky Prachatic a Pasova, dějiny obcí prachatického okresu, dějiny měst Netolice, Vimperk a Volary, dějiny městské správy, církevní dějiny, dějiny hudby. Jako dlouholetý ředitel prachatického archivu zpracovával přehledy o jeho činnosti za celou dobu existence archivu. Od 90. let pravidelně přispíval do sborníku Prachatického muzea Zlatá stezka (sborník Prachatického muzea)